# Copris lunaris
Copris lunaris (Linnaeus, 1758) è un coleottero appartenente alla famiglia degli Scarabeidi (sottofamiglia scarabaeinae).

## Descrizione

### Adulto

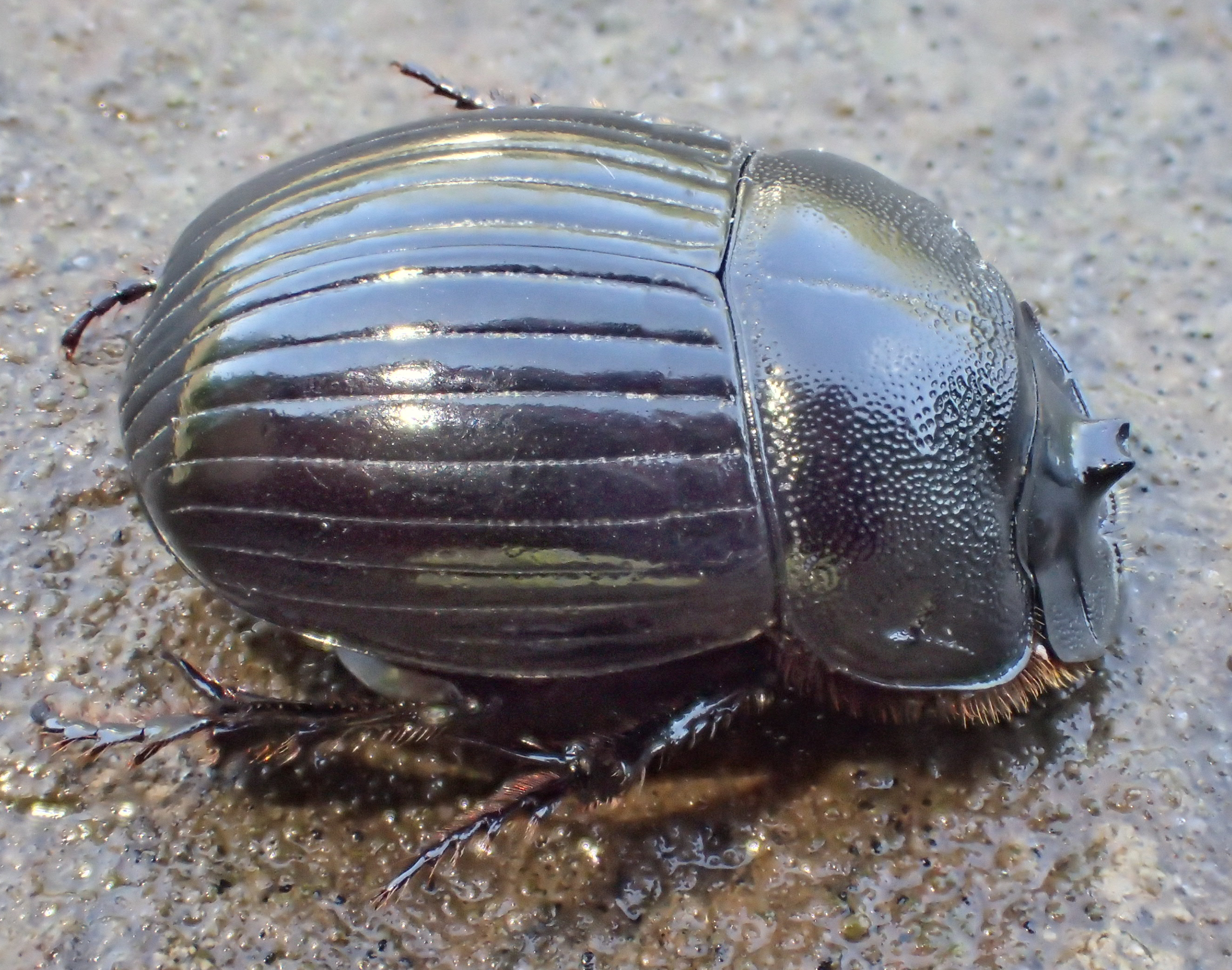
Esemplare femmina.

C. lunaris si presenta come un insetto di dimensioni medio-piccole, comprese tra i 15 e i 20 mm. Presentano un corpo tozzo e robusto, color nero lucido con dei rilievi che si estendono per tutta la lunghezza delle elitre. I maschi presentano un vistoso corno cefalico, che viene impiegato nelle lotte rituali con gli altri maschi. Questa caratteristiche conferisce alla specie un pronunciato dimorfismo sessuale in quanto le femmine ne sono sprovviste.

## Biologia
Gli adulti sono visibili in primavera e in autunno e sono di abitudini crepuscolari e notturne. Possono essere osservati volare nei pascoli di colline medio-alte, dove si nutrono di escrementi. Dopo l'accoppiamento entrambi i membri della coppia, scavano una galleria sotto gli escrementi, terminante con una grande camera ellittica dove verranno accumulati i detriti fecali in cui la femmina depone le uova. Le larve si sviluppano nella materia fecale in decomposizione preparata dai genitori.

## Distribuzione
C. lunaris si può rinvenire in Europa centrale e meridionale e in Asia estendendosi fino alla Cina e all'Iran.